# Brytyjski czołg w akcji (obraz Daniela Sherrina)
Brytyjski czołg w akcji (ang. British Tank in Action) – obraz olejny namalowany przez angielskiego malarza Daniela Sherrina w 1917, znajdujący się w zbiorach Kanadyjskiego Muzeum Wojny w Ottawie.

## Opis
Obraz Brytyjski czołg w akcji został namalowany przez Daniela Sherrina w grudniu 1917, podczas pobytu artysty w szpitalu w Londynie. Sherrin, jako żołnierz Brytyjskiego Korpusu Ekspedycyjnego, walczył we wrześniu 1916 w bitwie pod Flers-Courcelette (będącej częścią bitwy nad Sommą) we Francji, gdzie Brytyjczycy po raz pierwszy podczas I wojny światowej użyli bojowo czołgów Mark I.
Scena uwieczniona na obrazie przedstawia atak brytyjskiego czołgu na pozycje niemieckiej artylerii w zrujnowanym miasteczku. Ogromny „tank” będący głównym bohaterem płótna, brutalnie i bezwzględnie – niczym dzikie zwierzę – ostrzeliwuje wroga i niszczy jego umocnienia swoimi wielkimi gąsienicami. Przerażeni żołnierze kajzerowskiej armii giną miażdżeni przez kolosa bądź trafiani są z jego broni maszynowej i działa umieszczonego w sponsonie. Dodatkowo Niemców atakuje brytyjska piechota w hełmach Brodiego, uzbrojona w karabiny.
Wygląd i skuteczność czołgu jest podkreśleniem siły tej nowej, przerażającej broni.